# Apocolotois almatensis
Apocolotois almatensis är en fjärilsart som beskrevs av Alexander Michailovitsch Djakonov 1952. Apocolotois almatensis ingår i släktet Apocolotois och familjen mätare. Inga underarter finns listade i Catalogue of Life.